# الاختبارات الشاملة

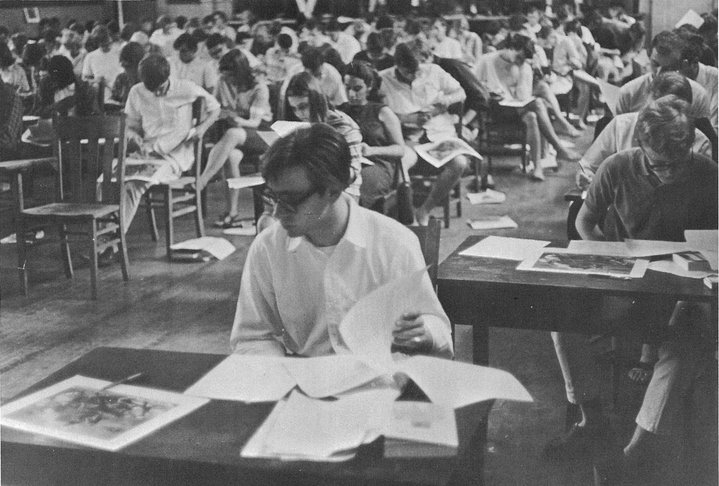
طلاب كلية شيمر يخضعون لاختبارهم الشامل ، 1966.

يعد الاختبار الشامل  (أو الإختبارات الشاملة) المعروف في كثير من الأحيان اختصاراً  بـ”Comps” اختبارا خاصا من بين جميع أنواع الإختبارات الأخرى، بحيث انه يُلزم على جميع طلاب الدراسات العليا بإجراءه في بعض التخصصات والأقسام  في التعليم العالي، كما أنه يشمل الطلاب الجامعيين ايضاً، وبعكس الإختبارات النهائية فالإختبار الشامل لا يرتبط بأي تخصص معين بل يختبر معرفة الطالب بشكل عام في أي مجال  تخصصي أو في أكثر من مجال معرفي.

## نبذة
على صعيد طلبة الدراسات العليا تُعرف الإختبارات الشاملة في الغالب بالإختبارات التمهيدية واختصاراً بـ “prelimes” ، وتعرف ايضاً بالإختبارات العامة “general” ، وايضاً بالإختبارات التأهيلية “quals”  أو تعرف بالإختبارات الميدانية الرئيسية، وإذا تم إجراء هذه الإختبارات شفهياً فيطلق عليها عامياً الإختبارات الشفهية “orals” ، والأكثر شيوعاً أن الإختبارات الشاملة لا تأتي إلا بعد أن ينهي الطلاب مقرراتهم الخاصة وقبل البدء  بـالأطروحة لدكتوراة لأي طالب، ولبعض الترشيحات لدكتوراة لابد لطالب من اجتياز هذا الاختبار ليكون مرشحاً  لدكتوراة.
وللإختبار الشامل اجراءات ومتطلبات تكون وفقاً لما يطلبه كلاً من الأعضاء لهيئة التدريس أو القسم والدرجة العملية المطلوبة والجامعة وقوانين البلد، ولكن من المعهود أنه يتم اختبار الطالب في مجاله المعرفي المرتبط بموضوعه لأطروحته أو رسالته أو بحثه أو لأكثر من مجال معرفي متصل بموضوعه،
وقد تقرر نتيجة الاختبار الشامل للحسم من اكمال  المرشح لدراسته أم قطعها، وعلى صعيد الدراسات العليا فلضمان مدى معرفة الطالب في مجال بحثه ليسهم ببحث اصلي؛ يتم إجراء الاختبار الشامل.
لا يعد للإختبارات الشاملة آلية محددة، فبعض الجامعات لاتضع هذه الإختبارات، بينما بعضها يعجّز على الطلاب لأداءها، وتتعدد طرق آداء هذا الإمتحان؛ فتتضمن مقابلةً ودية غير رسمية تستمر لبضع ساعات  تتضمن مراجعة للوثائق الأكاديمية التي قد تأخذ ساعات أو أشهراً للعمل عليها وتقديمها، أو يتم إجراء عدة اختبارات عن بُعد تستمر لعدة ساعات أو موزعة في يومين كحد اقصى في اختبار بأسم "المقيم المحايد” “A proctored exam” يتضمن توثيق هوية المختبِر قبل اداءه للإختبار مع وجود مراقب يراقب الطالب عن بعد؛ بعد تجهيزه للكاميرا التي ستكون مسلطه عليه اثناء الإمتحان. 
وكانت الولايات المتحدة الأمريكية وكندا أول من أعتمد الإختبارات الشاملة في التعليم العالي، وتم اعتماده لاحقاً من دول أخرى لبعض برامجها مثل باكستان  والهند.  وتختلف آليته من دولة لأخرى لتقييم التحضير لدكتوراه فعلى سبيل المثال يجب  إلتحاق الطالب في ماجستير الفلسفة في المملكة المتحدة وبعد ذالك يمكنه تحضير الدكتوراة بعد تجاوزه لمناقشة رسالته  المقترحة لدكتوراة. 

## المرحلة الجامعية
وهي تشمل كلية واباش، كلية كينيون، كلية بيثاني، في الولايات المتحدة الأمريكية يجب على الطلاب اجتياز اختباراتهم الشاملة للحصول على الشهادة في بعض الكليات والجامعات  مثل: الجامعة الكاثوليكية الأمريكية،  جامعة أيوا، كلية ماريفيل، كلية أوكسيدنتال، كلية ريد،  جامعة الجنوب، كلية إيكيرد، ميلسبس كلية، كلية إيرلهام، كلية هانوفر، كلية روزمونت، كلية سانت أنسيلم، كلية شيمر،  كلية ويتمان، وجامعة دالاس.
وهناك العديد من الجامعات التي لايوجد بها اختبارات شاملة لكن لديها مقررات مخصصة لابد لطالب من اجتياز اختبارته الشاملة بها، وهذا ينطبق على العديد من الكليات والمدارس التابعة لجامعات كبرى ومن بين هذه البرامج كلية جامعة تكساس إيه آند إم للتجارة مع مرتبة الشرف، وبرنامج جامعة فيرجينيا للسياسة،  وجامعة ألاباما في برنامج الاتصالات الجماهيري في برمنغهام.

## التخرج

### الماجستير
في بعض برامج الماجستير التي لاتتطلب الأطروحة النهائية، لابد على الطالب من اجتياز اختباراه الشامل لنجاح في البرنامج، سواءً كان كان هذا الاختبار يتطلب حضوراً في الجامعة أو عن بُعد، ومن الأمثلة البارزة على ذلك الاختبار الميداني الرئيسي لدرجة الماجستير في إدارة الأعمال (MFT-MBA) الذي تم استخدامه في برامج ماجستير إدارة الأعمال في أكثر من 300 جامعة أمريكية.
قد يلزم الطالب اداء الاختبار الشامل للحصول على شهادة الماجسيتر فإذا كان في اثناء تحضيره لدكتوراه، ففي مثل هذه الحالات، يمكن للطلاب إجراء اختبار شفهي أو اختبار ورقي من أجل الحصول على درجة الماجستير في مجالهم والتقدم إلى وضع الدكتوراه أو ان يكون مرشحاً لدكتوراه. عادة، سوف يسأل أحد الاختبارات الطالب من الناحية النظرية بينما سيظهر الاختبار الآخر الكفاءة أو الخبرة في المجال الفرعي الذي اختاروه (أو المجال الرئيسي) ضمن برنامجهم، وهذا مما يتيح ويسهل على الطلاب الراغبين بعدم إكمال الدكتوراة لإكتفاءهم بالماجستير.

### الدكتوراة
وفي معظم برامج التحضير لدكتوراة لابد على الطلاب من القيام بأكثر من اختبار شامل ورقي تراكمي في سنتهم الأولى أو الثانية من برنامجهم التحضيري لدكتوراة.
ويجب التنويه على أن هذه الاختبارات تراكمية فلا بد من تجواز الحد الأدنى من الدرجات المطلوبة لنجاح لأن هذه الإختبارات سبب لنجاح والرسوب لأي طالب يود إكمال حصوله على الدكتوراة، وبعد اجتياز الطالب ويكفي حصوله على الحد الأدنى من هذه الإختبارات التراكمية فهذا يعني أنه أتم إفاء شروطه ولن يحتاج لأداء المزيد من الإختبارات الشاملة ولكنه يجب أن يستمر بمتطلبات الدكتوراة الأخرى، وفي بعض التخصصات مثل التاريخ، لابد على الطالب من اجتياز اختبارته الشاملة قبل عرضه لأطروحته.
عادة تتكون الإختبارات الشاملة من اختبار شفوي أو كتابي وكليهما معاً في بعض المقررات،  وهناك حالات حيث يتم إجراء اختبار ورقي لطالب فبحسب الدرجة قد لايضطر لأداء اختبار شفوي، وفي بعض المجالات قد  تكون اختباراته لا تتطلب كم هائل من المعلومات التفصيلية في مجاله، بينما في اختبارات الاقتصاد الشاملة التي قد تكون شبيهة بالإختبارات النهائية بمعلوماتها التفصيلية.
عادةً يكون فحوى الإختبارات الشاملة منصوصاً بقوانين مقروءة امام الطالب ولجنته ويتم الإتفاق عليها من بين جميع الأطراف، من مشرف اساسي ومستشارين، وهم غالباً أساتذة في الجامعة، وقد يكونون من كليات مختلفة، وهم في العادة لديهم نموذجاً موحداً لجميع الطلاب في التخصص وقد يتم توحيدهم بالكامل، وقد تشتمل هذه القوانين المنصوصة من اللجنة على العديد من الكتب التي قد تكون بالمئات وغيرها من الأعمال.
وعلى صعيد الدراسات العليا فالطلاب الذين لم يدرسوا شيئا من العلوم الإجتماعية، والتخصصات الإنسانية فإختباراتهم الشاملة الأولى ستكون مبنية على هذه العلوم، فيتم وضعهم في مقررات خاصة لدراسة هذه التخصصات أو إلى جلسات قراءة مكثفة قد تصل إلى سنة من القراءة.
يعد التحضير للإختبارات الشاملة مرهقاً وشاقاً على صعيدي الجهد الوقت، فبتجاوز هذه الإختبارات يتسنى لطالب البقاء وإكمال بحثه لدكتوراة والإرتقاء ليكون مرشحاً لدكتوراة، وعلى نقيضه فالفشل يؤدي لترك الطالب لدراسته أو قد يتم إعادة الاختبار له بعد مرور بعض الوقت عن آخر اختبار قام بأداءه، فإذا فشل في المحاولة الثانية فهذا يضمن فصله من تحضيره لدراساتهِ العليا، وقد يتم اعطاءه محاولة ثالثة أخيرة من قِبل مشرفيه إذا كان هناك تقدم ملحوظ في محاولته السابقة، ولبعض الجامعات لجان رقابية تمر على طلبة الدراسات العليا والتي لها أحقية بفصل الطالب ومنعه من إكمال تحضيره لدكتوراه، ولكنها تسمح للمفصول بالمغادرة بدرجة الماجستير برغم من عدم إكماله لإطروحته.
وفي الولايات المتحدة الأمريكية ففي بعض البرامج الخاصة لدراسات العليا وتحديداً في العلوم الطبيعية فمعظم الطلاب الذين بدأوا بتحضير الدكتوراه ليس لديهم الدرجة العلمية في الماجسيتر، ويحصّل الطلاب الناجحين الدكتوراة اثناء تحضيرهم لها دون الماجستير في هذه البرامج، وفي محاولة الطالب الثانية لإختباره الشامل بعد فشله في الأول سيسمح له بحصوله على درجة الماجستير لكن قطعاً لن يكون مرشحاً لدكتوراة، في بعض المؤسسات يحق لطلاب الذين اجتازوا اختباراتهم  وتم قبولهم  رسمياً كمرشحين لدكتوراة، فلهم احقية الحصول على درجة الماجستير في الآداب الإنسانية أو العلوم الطبيعية، ولكن لابد من أن يطلب الطالب حصوله على الدرجة وإلا لن يتم ذالك، ومن مشاكل هذي المؤسسات وثيقة تصف حالة الطالب بأنه “أكمل جميع متطلباته الدراسية ماعدى اكماله لأطروحته النهائية” وتعطى بعد أن يتجاوز اختبارته الشاملة.
وفي بعض الجامعات الكندية يجب على طلاب الدكتوراة إنهاء اختباراتهم الشاملة بحلول سنتهم الثانية من دراستهم؛ فالذين لم يجتازوا الاختبار بدرجة كافية لنجاح يسمح لهم بإعادته لمرة واحد فقط، وأما من فشل بنجاح في محاولته الثانية فالبعادة يتم منعهم من اكمال تحضير الدكتوراة، ويرمز لناجحين مفاخرةً بـ”مرشح لدكتوراة” .